# Michael Nyqvist

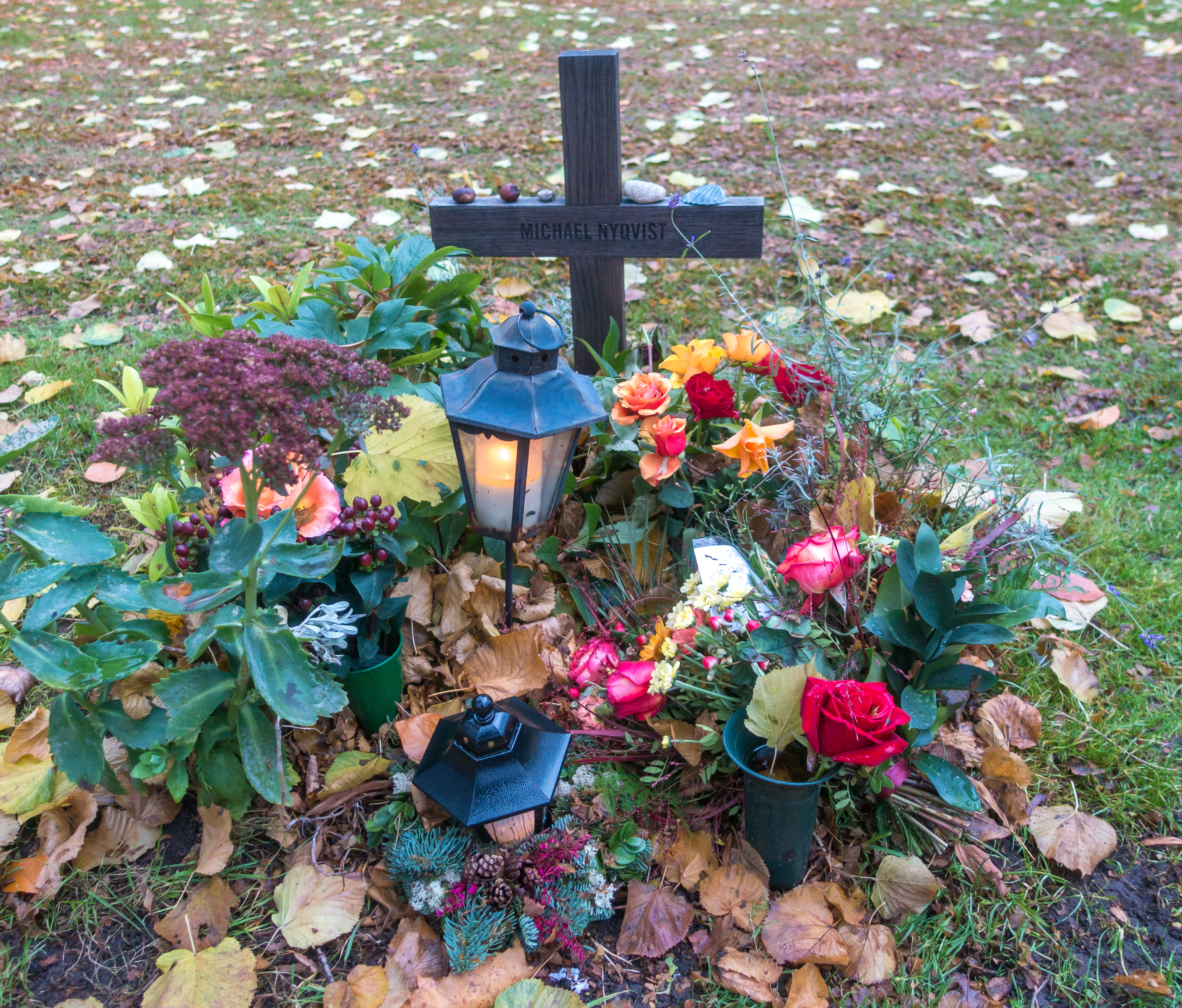
Michael Nyqvists grav på Katarina kyrkogård i november 2020.

Michael Nyqvist, folkbokförd Rolf Åke Mikael Nyqvist, född 8 november 1960 i Sankt Görans församling i Stockholm, död 27 juni 2017 i Stockholm, var en svensk skådespelare och författare. Han drev det egna produktionsbolaget Nyqvist Film AB.

## Biografi
Michael Nyqvist var adopterad och tillbringade sitt första levnadsår på barnhem. Hans biologiske far är italienare och har tidigare bott i Marocko. Om sin adoption och om sökandet efter sina biologiska föräldrar berättar han i sin självbiografiska bok När barnet lagt sig.
Hans adoptivföräldrar var advokaten Åke Nyqvist och sekreteraren Gerd, ogift Nordborg.
Han utbildade sig vid Teaterhögskolan i Malmö. Nyqvist blev känd för en bredare publik genom de Beckfilmer som gavs ut 1997–1998, där han spelade polisen John Banck. Han har medverkat i ett flertal Lars Norén-pjäser, bland annat de uppmärksammade Personkrets 3:1 och Skuggpojkarna. 
Nyqvist var till sin död en del av den fasta ensemblen på Kungliga Dramatiska Teatern. Hans publika genombrott skedde med rollerna som Rolf i Lukas Moodyssons Tillsammans 2000 och som bonden Benny i Kjell Sundvalls Grabben i graven bredvid 2002 där han för den förra nominerades till och den senare belönades med en Guldbagge. År 2004 spelade han huvudrollen i publiksuccén Så som i himmelen. Nyqvist spelade även rollen som Mikael Blomkvist i filmatiseringen av Stieg Larssons Millennium-böcker.
Under 2011 gjorde Nyqvist sina första Hollywoodroller när han spelade i filmerna Abduction och Mission: Impossible – Ghost Protocol.  I den fjärde Mission Impossible-filmen porträtterar Nyqvist filmens primära antagonist och spelar där bland annat mot Tom Cruise.
Nyqvist har varit värd för programmet Sommar i P1 två gånger, 6 juli 2001 och 14 juli 2007.
Michael Nyqvist var första gången gift 1990–1994 med psykologen Pinita Rodriguez (född 1960) och andra gången 1998 med den finländska scenografen Catharina Nyqvist Ehrnrooth (född 1969). Han har en dotter (född 1990) i första äktenskapet och en son (född 1996) i andra äktenskapet.
Nyqvist avled 2017 i sviterna av lungcancer. Han är begravd på Katarina kyrkogård i Stockholm.
Efter Nyqvists död bildades en minnesstiftelse på hustruns initiativ, vars syfte är att varje år dela ut priser till skådespelare eller institutioner som verkar i Michael Nyqvists anda. Den första årliga prisutdelningen skedde 2018.

## Filmografi

### Film
| År   | Titel                                | Roll                       | Noter                                                                                                  |
| ---- | ------------------------------------ | -------------------------- | --- |
| 1987 | Jim och piraterna Blom               | Darth Vader, Lisas pojkvän | |
| 1996 | Jerusalem                            | Snickare                   | |
| 1996 | Sånt är livet                        | Kalle Andersson            | |
| 1997 | Tic Tac                              | Vinni                      | |
| 1998 | Nightwalk                            |                            | Kortfilm                                                                                               |
| 1998 | Veranda för en tenor                 | Regissören                 | |
| 1998 | Beck – Öga för öga                   | John Banck                 | |
| 1998 | Beck – Vita nätter                   | John Banck                 | |
| 1998 | Beck – The Money Man                 | John Banck                 | |
| 1999 | Vägen ut                             | Diego                      | |
| 2000 | 10:10                                | Magnus                     | Kortfilm                                                                                               |
| 2000 | Miraklernas man                      | Jairus                     | Röstroll                                                                                               |
| 2000 | Hjärta av sten                       | Lev                        | |
| 2000 | Tillsammans                          | Rolf                       | Nominerad – Guldbaggen för Bästa manliga biroll Best Actor Award hos Gijón International Film Festival |
| 2001 | Hem ljuva hem                        | Kent                       | |
| 2001 | Bekännelsen                          | Thorn                      | |
| 2001 | Hans och hennes                      | Läkare                     | |
| 2002 | Bäst i Sverige!                      | Giuseppe                   | |
| 2002 | Grabben i graven bredvid             | Benny Söderström           | Guldbaggen för Bästa manliga huvudroll                                                                 |
| 2002 | Den 5:e kvinnan                      | Bo Runfeldt                | |
| 2003 | Föräldramötet                        | Ulf                        | Kortfilm                                                                                               |
| 2003 | Smala Sussie                         | Mörka Rösten               | |
| 2003 | Detaljer                             | Erik Falk                  | |
| 2003 | Dag och natt                         | Jacob                      | Silver Hugo Award för Best Ensemble Acting hos Chicago International Film Festival                     |
| 2004 | Så som i himmelen                    | Daniel Daréus              | Nominerad – Oscar för bästa utländska film Nominerad – Guldbaggen för Bästa manliga huvudroll          |
| 2004 | Abba: Our Last Video Ever            |                            | |
| 2005 | Shadow world                         |                            | Kortfilm                                                                                               |
| 2005 | Naboer                               | Åke                        | |
| 2005 | Den bästa av mödrar                  | Hjalmar Jönsson            | Nominerad – Guldbaggen för Bästa manliga biroll                                                        |
| 2005 | Bang Bang Orangutang                 | Sven Blomberg              | |
| 2005 | Madagaskar                           | Melman                     | Röstroll                                                                                               |
| 2006 | Sök                                  | Janne                      | |
| 2006 | Underbara älskade                    | Lasse                      | |
| 2007 | Svarta Nejlikan                      | Harald Edelstam            | |
| 2007 | Arn – Tempelriddaren                 | Magnus Folkesson           | |
| 2008 | Kautokeinoupproret                   | Lars Levi Laestadius       | |
| 2008 | Downloading Nancy                    | Stan                       | |
| 2008 | Madagaskar 2                         | Melman                     | Röstroll                                                                                               |
| 2008 | Iskariot                             | Masen                      | |
| 2009 | Män som hatar kvinnor                | Mikael Blomkvist           | |
| 2009 | Flickan som lekte med elden          | Mikael Blomkvist           | |
| 2009 | Bröllopsfotografen                   | Skådespelare               | |
| 2009 | Luftslottet som sprängdes            | Mikael Blomkvist           | |
| 2010 | Kvinnan som drömde om en man         | Johan                      | |
| 2010 | Änglavakt                            | Ernst                      | |
| 2010 | Kinesen                              | Staffan                    | Filmadaptering av Henning Mankells novell Kinesen                                                      |
| 2011 | Abduction                            | Nikola Kozlow              | |
| 2011 | Mission: Impossible – Ghost Protocol | Kurt Hendricks             | |
| 2012 | Madagaskar 3                         | Melman                     | Röstroll                                                                                               |
| 2012 | Disconnect                           | Stephen Schumacher         | |
| 2013 | The Girl from Nagasaki               | Fader Lars                 | |
| 2013 | Europa Report                        | Andrei Blok                | |
| 2013 | Days and Nights                      | Johan                      | |
| 2014 | En tripp till Paris                  | Jesper                     | |
| 2014 | Min så kallade pappa                 | Martin Sandahl             | |
| 2014 | John Wick                            | Viggo Tarasov              | |
| 2014 | The Girl in the Book                 | Milan Daneker              | |
| 2015 | The Girl King                        | Axel Oxenstierna           | |
| 2015 | Colonia                              | Paul Schäfer               | |
| 2016 | I.T.                                 | Henrik                     | |
| 2016 | Den allvarsamma leken                | Markel                     | Guldbaggen för bästa manliga biroll                                                                    |
| 2018 | Hunter Killer                        | Kommendör Sergej Andropov  | |
| 2018 | Kursk                                | Nesterov                   | |
| 2019 | A Hidden Life                        | Biskop Fliesser            | |

### TV
| År   | Titel                        | Roll                             | Noter                                                       |
| ---- | ---------------------------- | -------------------------------- | ----------------------------------------------------------- |
| 1982 | Kamraterna                   | Modell                           | TV-film                                                     |
| 1990 | Pass                         |                                  | TV-film                                                     |
| 1994 | Döda danskar räknas inte     |                                  | TV-serie                                                    |
| 1995 | Anmäld försvunnen            | Ronny                            | TV-serie                                                    |
| 1997 | Emma åklagare                | Anders Häger                     | TV-serie Avsnitt: Pappas pojke                              |
| 1998 | S:t Mikael                   | Svante Nyhlén                    | TV-serie                                                    |
| 1998 | Personkrets 3:1              | Karl-Erik                        | TV-teater                                                   |
| 1998 | OP7                          | Johan                            | TV-serie Avsnitt: Nöden har ingen lag                       |
| 1999 | På sista versen              | Raymond                          | TV-film                                                     |
| 1999 | En dag i taget               | Henrik                           | TV-serie                                                    |
| 2000 | Judith                       | Niklas Wide                      | TV-serie                                                    |
| 2001 | Skuggpojkarna                | Christoffer                      | TV-teater                                                   |
| 2001 | Reuter & Skoog               |                                  | TV-serie                                                    |
| 2002 | Olivia Twist                 | Fagerlund                        | TV-serie                                                    |
| 2004 | Om Stig Petrés hemlighet     | Stig Erling J:son Petré          | TV-serie                                                    |
| 2005 | Wallander – Mastermind       | Lothar Kraftzcyk                 | Filmadaptering baserad på Henning Mankells kriminalnoveller |
| 2010 | Kennedys Hirn                | Lars Hakansson                   | TV-film                                                     |
| 2013 | Zero Hour                    | White Vincent                    | TV-serie                                                    |
| 2015 | 100 Code                     | Mikael Eklund                    | TV-serie                                                    |
| 2017 | Mandela - en kamp för frihet | Premiärminister Hendrik Verwoerd | Miniserie                                                   |

## Teaterroller (ej komplett)
| År   | Roll        | Produktion                                                             | Regi             | Teater      |
| ---- | ----------- | ---------------------------------------------------------------------- | ---------------- | ----------- |
| 1990 |             | Romeo och Juliet (The Tragedy of Romeo and Juliet) William Shakespeare | Finn Poulsen     | Unga Riks   |
| 2005 | Martin Gray | Geten, eller Vem är Sylvia? (The Goat, or Who Is Sylvia?) Edward Albee | Christian Tomner | Vasateatern |
| 2009 | Rochester   | Jane Eyre Charlotte Brontë                                             | Ellen Lamm       | Dramaten    |